# 兵庫県道・大阪府道605号国崎野間口線
兵庫県道・大阪府道605号国崎野間口線（ひょうごけんどう・おおさかふどう605ごう くにさきのまぐちせん）は、兵庫県川西市から大阪府豊能郡豊能町に至る一般県府道である。

## 概要
兵庫県川西市国崎から大阪府豊能郡豊能町余野に至る。川西市と能勢郡能勢町の境にある府県境付近で妙見山を東西に横断するため起伏が激しい。
なお、川西市黒川にある国道477号分岐点から妙見山山頂付近の参拝者用駐車場までの区間は徒歩山道となっているうえ階段県道区間があるため、車両の通行ができない。

### 路線データ
- 起点：兵庫県川西市国崎（大阪府道・兵庫県道604号野間出野一庫線交点）
- 終点：大阪府豊能郡豊能町余野（妙見口交差点、国道423号交点）
- 総延長：11.313 km（徒歩山道を含む）

## 歴史
- 1959年（昭和34年）
  - 11月1日 - 兵庫県が一般県道320号国崎野間口線を認定。
  - 12月1日 - 大阪府が一般府道11号国崎野間口線を認定。
- 1983年（昭和58年）1月31日 - 大阪府が府道番号白紙改正に伴い府道108号へ改番。
- 1993年（平成5年）12月1日 - 兵庫県が県道605号へ改番。兵庫県道の320は欠番となった。
- 1994年（平成6年）4月1日 - 大阪府が府道605号へ再改番し路線番号を統一。大阪府道の108は欠番となった。

## 路線状況

### 重複区間
- 国道477号（兵庫県川西市黒川）
- 大阪府道4号茨木能勢線（大阪府豊能郡豊能町野間口）

### 道路施設

#### 橋梁
- 兵庫県
  - 長谷橋（川西市）

## 地理

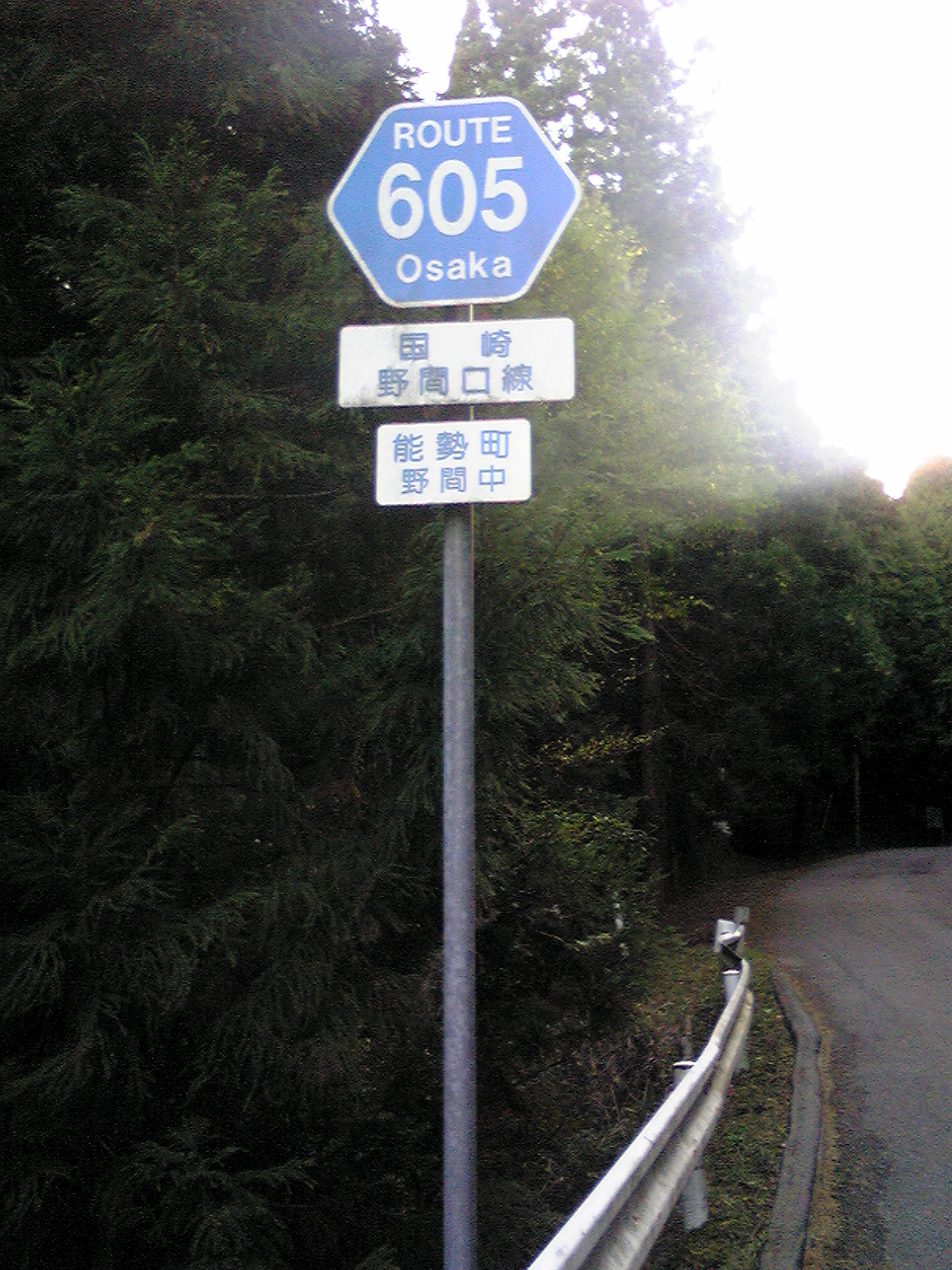
豊能郡能勢町内に設置されている
大阪府道605号国崎野間口線の府道番号標識

### 通過する自治体
- 兵庫県
  - 川西市
- 大阪府
  - 豊能郡豊能町 - 豊能郡能勢町[注釈 1] - 豊能郡豊能町

### 交差する道路
| 交差する道路                          | 都道府県名 | 市町村名 | 市町村名 | 交差する場所 | 交差する場所        |
| ------------------------------------- | ---------- | -------- | -------- | ------------ | ------------------- |
| 大阪府道・兵庫県道604号野間出野一庫線 | 兵庫県     | 川西市   | 川西市   | 国崎         | 起点                |
| 国道477号 重複区間起点                | 兵庫県     | 川西市   | 川西市   | 黒川         |                     |
| 国道477号 重複区間終点                | 兵庫県     | 川西市   | 川西市   | 黒川         |                     |
| 大阪府道4号茨木能勢線 重複区間起点    | 大阪府     | 豊能郡   | 豊能町   | 野間口       |                     |
| 大阪府道4号茨木能勢線 重複区間終点    | 大阪府     | 豊能郡   | 豊能町   | 野間口       |                     |
| 国道423号                             | 大阪府     | 豊能郡   | 豊能町   | 余野         | 妙見口交差点 / 終点 |

### 沿線
- 知明湖
- 知明湖キャンプ場
- 川西市黒川里山センター（仮称） - 旧川西市立黒川小学校（1977年（昭和52年）に無期休校となり2022年（令和4年）3月に正式に廃校[1]）
- 能勢電鉄妙見の森ケーブル
- 妙見の森リフト
- 妙見山
- 野間口霊園